# Jakub Friedel
Jakub Friedel (ur. 1484, zm. 9 marca 1553) – polski filozof, dziekan i rektor Akademii Krakowskiej w latach 1549–1551.

## Życiorys
Urodził się w 1484 roku w Kleparzu, mieście królewskim Korony Królestwa Polskiego, obecnie jednej z dzielnic Krakowa w mieszczańskiej rodzinie. Odbył studia w Akademii Krakowskiej w latach 1497-1503, uzyskał w 1504 tytuł mistrza sztuk wyzwolonych i rozpoczął wykłady na Wydziale Atrium. W 1507 został członkiem Kolegium Mniejszego, a w 1515 Kolegium Większego. W półroczu zimowym, 1515/1516 sprawował urząd dziekana Wydziału Filozoficznego. Drugi raz sprawował ten urząd w półroczu zimowym 1521/1522. Był zwolennikiem scholastycznej metody w nauczaniu studentów. W 1530 został promowany na doktora teologii po odbyciu studiów teologicznych.
Słynął ze swoich umiejętności oratorskich a szczególną popularnością cieszyły się kazania głoszone w języku polskim. 19 marca 1535 dostał nominację na kaznodzieję katedralnego, sprawował ten urząd do 1544.
16 października 1549 został wybrany na urząd rektora Uniwersytetu Krakowskiego na semestr zimowy 1549/50 w kolejnych semestrach - letnim 1550 i zimowym 1550/51 ponownie pełnił urząd rektora.
W październiku 1526 został uzyskał kanonię i w 1534 otrzymał godność dziekana w kościele św. Floriana. W 1541 został powołany do kapituły krakowskiej.
Pod koniec życia ustanowił kilka fundacji na rzecz uniwersytetu i kapituły św. Floriana. Bibliotekę swoją zapisał Kolegium Większemu oraz część Kolegium Mniejszemu. Zmarł 9 marca 1553.